# Biografielijst Sd

## Sdi
- Salim Sdiri (1978), Frans verspringer